# Кебабношк
Ке́бабношк (норв. Kebabnorsk,  МФА: [kêːbɑbˌnɔʂk], від kebab — «кебаб» та nynorsk — «нюношк»,) — етнолект норвезької, лексика котрого насичена запозиченнями з мов іммігрантів, головним чином, з країн Північної Африки, Близького Сходу, а також Південної Азії. Виник у східних кварталах Осло, де етнічні норвежці складають відносно малий відсоток населення.
Кебабношк як явище відомий з 1990-х: вже 1995 року було захищено дисертацію «Кебабношк: вплив іноземної мови на мову молоді в Осло» (норв. Kebab-norsk: fremmedspråklig påvirkning på ungdomsspråket i Oslo). 2005 року Андреас Естбю використав кебабношк під час перекладу, аби відтворити атмосферу поеми про шведських мігрантів за авторством Йонаса Хемірі, шведського письменника туніського походження; того ж року він видав словник цього етнолекту. «Ærlig», фільм 2008 року про молодь Східного Осло, майже повністю послуговується кебабношком.
Назва «кебабношк» є пейоративом; дослідники воліють натомість вживати термін «норвезький мультиетнолект», оскільки у ньому використовуються слова та кальковані вирази низки різних мов (серед яких, зокрема, доволі екзотична для Норвегії японська) і «навдивовижу значний відсоток іспанської».
Окрім дітей мігрантів кебабношком може послуговуватися норвезька молодь, наприклад, при спілкуванні з однолітками. Проте, тут має місце перескакування між мовами: кебабношк через свій неунормований статус може сприйматися як неграмотна мова, тож використовується здебільшого за неформальних обставин.